# Mossoró
Mossoró es una ciudad brasileña en el estado de Rio Grande do Norte. Estando situada a una distancia de 285 km al noroeste de Natal, la capital del Estado. Ocupa un área de 2.110,207 kilómetros cuadrados (el municipio más grande en área del estado). En 2011 su población se estimaba en 266.758 habitantes por el IBGE, la segunda más poblada de Rio Grande do Norte y 94.ª a nivel nacional.
La ciudad tiene una temperatura media anual de 27,4 °C y en la vegetación original del municipio se puede observar la presencia de caatinga hiperxerófila, carnauba y vegetación halófica. Con una tasa de urbanización del 91,31%, la ciudad contaba en 2009 con 115 establecimientos de salud. Su índice de desarrollo humano (IDH) de 0,735 se considera la media por el PNUD y el sexto más grande en el Estado.
Situado entre Natal y Fortaleza, que está conectado por la BR-304, Mossoró es una de las principales ciudades del interior del noreste, y en la actualidad vive un intenso crecimiento económico y de infraestructura. La ciudad es el mayor productor de petróleo en tierra en el país, así como la sal del mar. 
Fue desmembrado de Assu en 1852 y fue nombrado el pueblo de Santa Luzia Mossoró. Hoy en día, conocida como la "Capital del Oeste", ya que se destacó de los demás en el oeste del Estado, también se destaca por el turismo de negocios.

## Etimología
El nombre de la ciudad proviene de los primeros habitantes de la región, los indios Monxorós.

## Historia

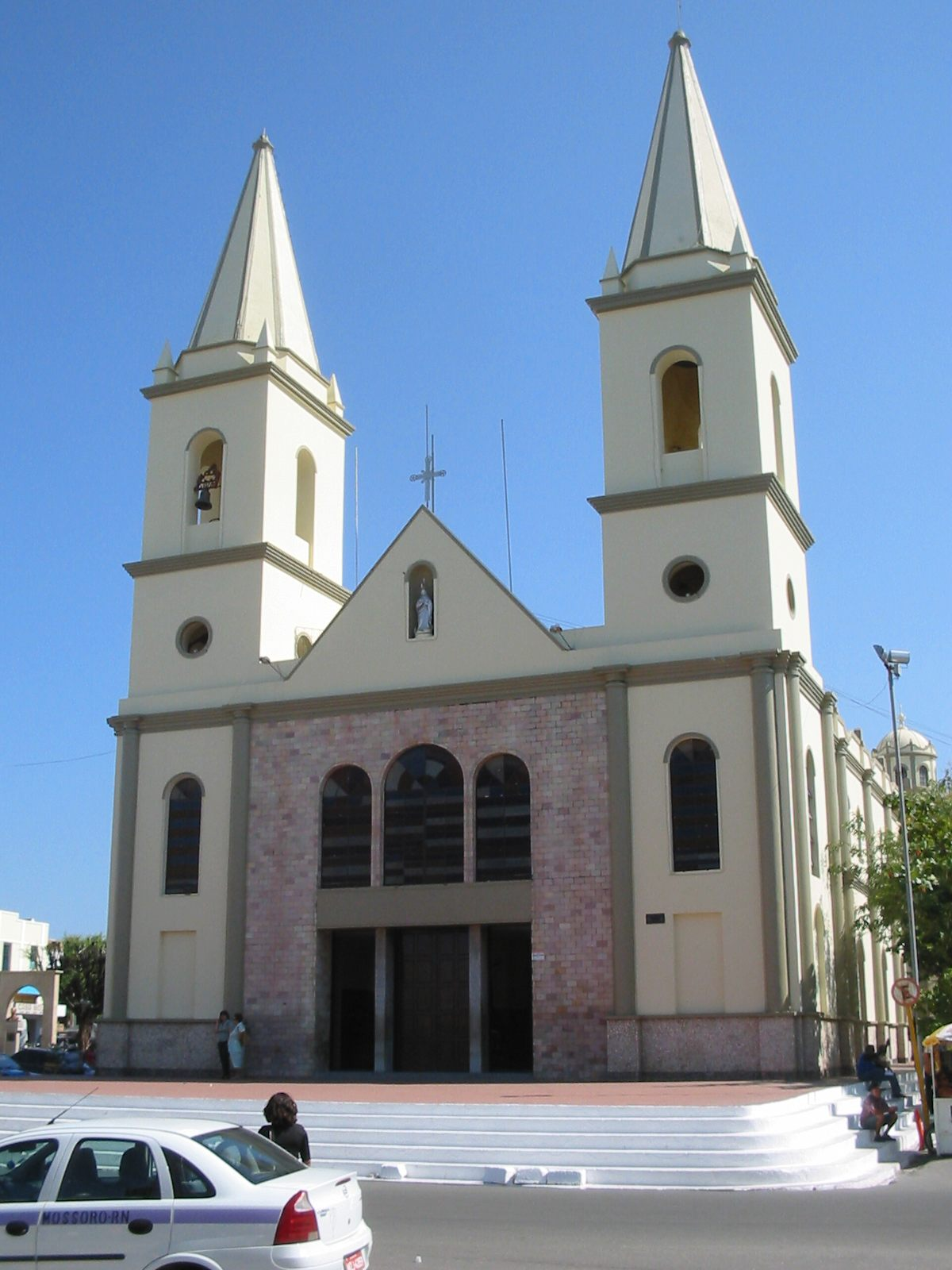
Catedral de Santa Luzia

En los márgenes del río Mossoró, en el siglo XVIII, había varias haciendas. Esas haciendas fueron instaladas allí por agricultores de otras regiones. El 5 de agosto de 1772, fue fundada la Capilla de Santa Luzia, que vendría a ser el marco inicial de la construcción de la ciudad.
En 1842, el poblado de Mossoró fue promovido a Parroquia, pero la población también se restringía a un pequeño cuadro en frente a la capilla.

## Geografía
Mossoró se encuentra en el estado de Río Grande del Norte y está en los márgenes del río Apodi-Mossoró y se localiza en un entrecruce de transporte entre Natal (275 km) y Fortaleza (260 km) que incluye las BR' s 110, 405 y principalmente a BR-304 (principal acceso de Mossoró a la Natal y vice-versa), sin contar las carreteras estatales.

### Clima
Posee un clima tropical semiárido, con 7 u 8 meses de período seco por año. Su clima es seco, muy caliente y con estación lluviosa concentrada entre el verano y el otoño. Las lluvias poseen distribución muy irregular a lo largo del año. Las amplitudes térmicas son ligeramente mayores en los meses secos y menores en los lluviosos. La temperatura máxima absoluta, registrada en la ciudad fue de 38 °C y la mínima absoluta de 15.6 °C, el 17 de agosto de 2009.

### Demografía
Mossoró Población 2010 218.028
Urbana:105.266
Rural:146.275
Mujeres:122.156
Hombres:127.066

## Economía

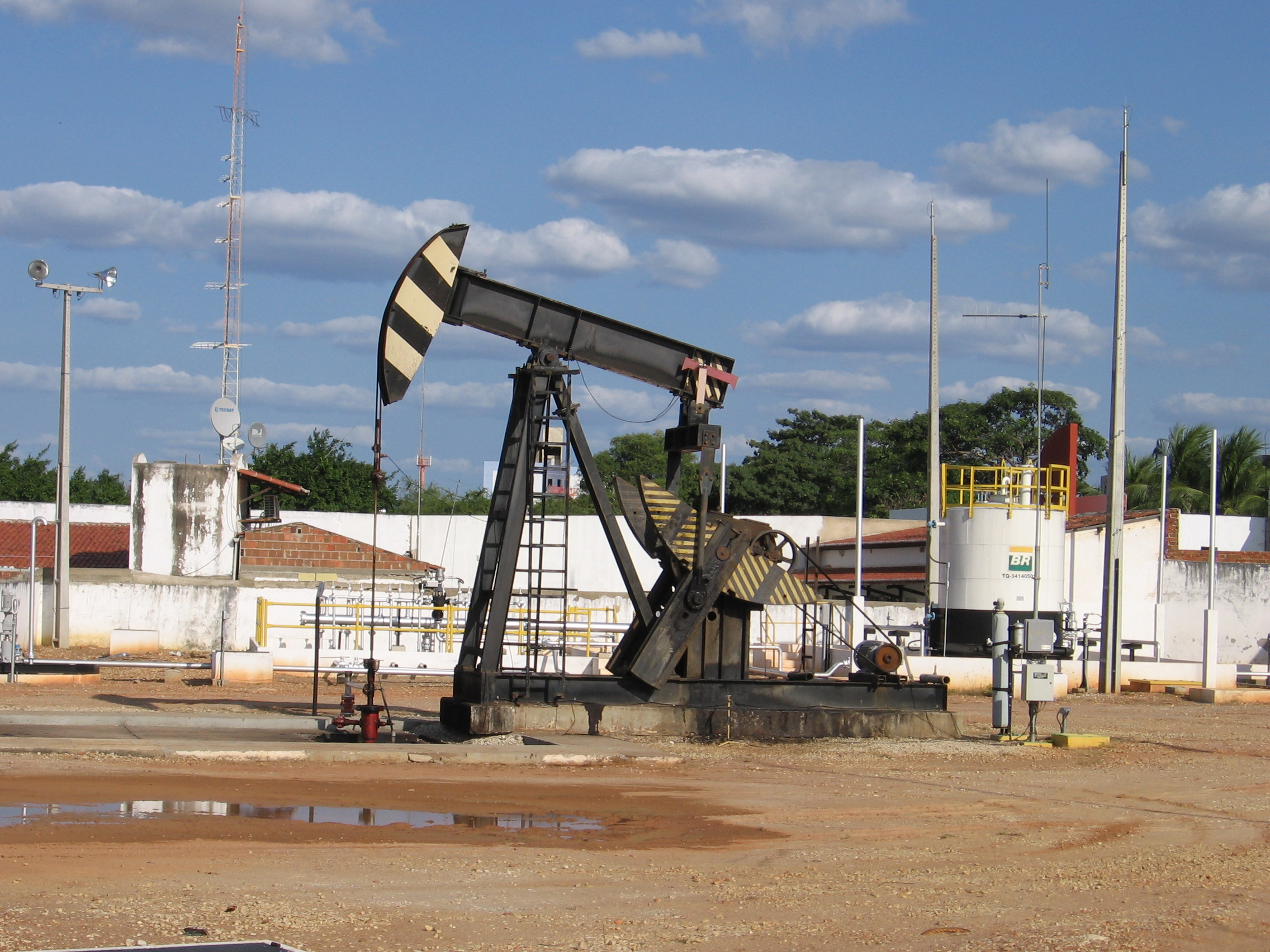
Caballo mecánico de extracción de petróleo en Mossoró.

De acuerdo con datos del IPEA del año de 2007, el PIB era estimado en 2.127 077 mi, siendo que el 8,6% correspondía en las actividades basadas en la agricultura y en la ganadería, 32,0% a la industria y 59,3% al comercio y sector de servicios. El PIB per cápita era de R$ 9.257,00, la mayor Renta per cápita del estado.